# Corydalis vittae
Corydalis vittae là một loài thực vật có hoa trong họ Anh túc. Loài này được Kolak. mô tả khoa học đầu tiên năm 1946.

## Hình ảnh

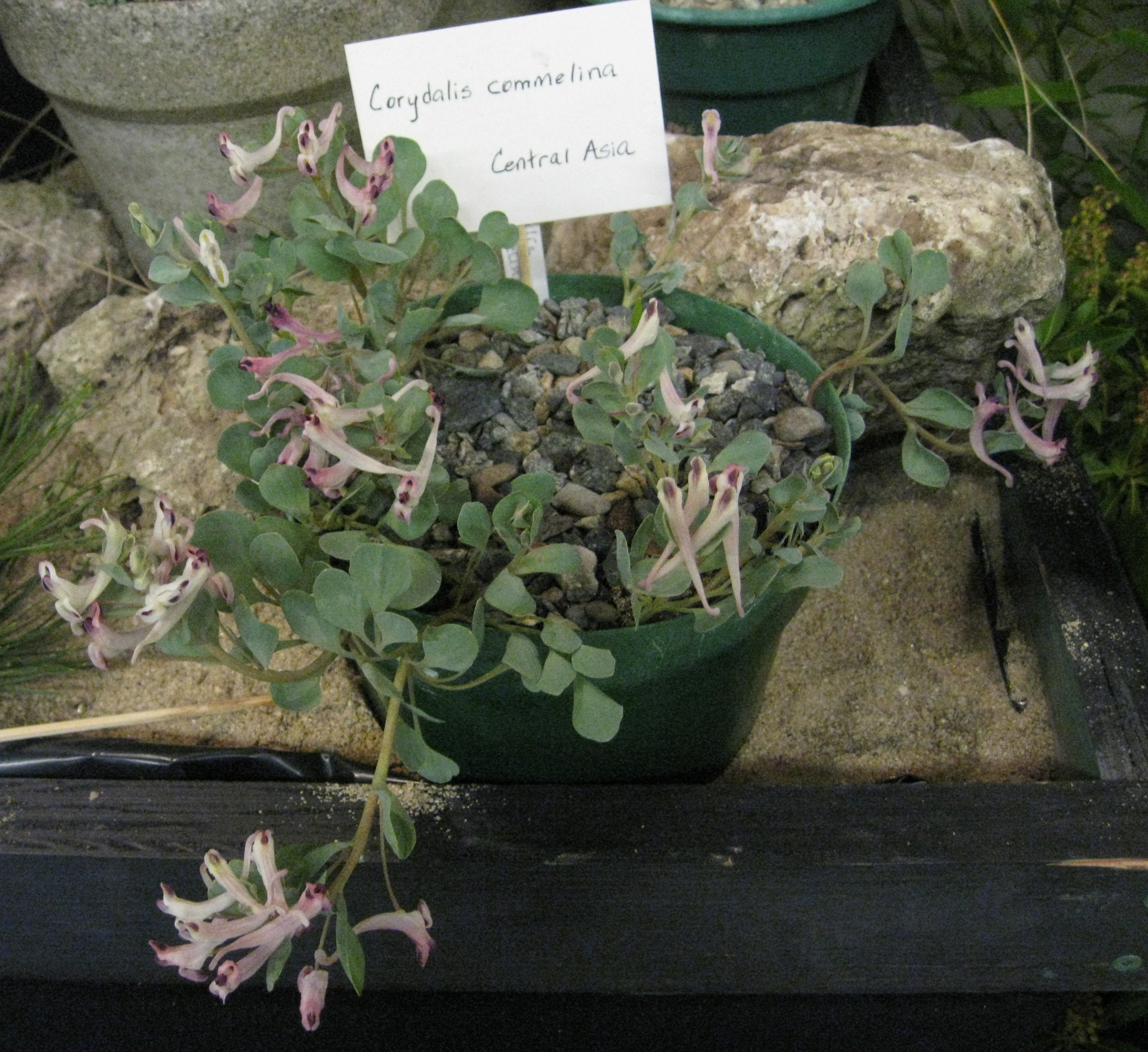